# Ewald Feyerer
Ewald Feyerer (* 24. März 1958 in Linz) ist ein österreichischer Pädagoge und Hochschullehrer. In der Erziehungswissenschaft ist er der Integrativen/Inklusiven Pädagogik zuzuordnen.

## Leben und Wirken
Nach der Ausbildung zum Starkstromtechniker maturierte Ewald Feyerer 1980 am Oberstufenrealgymnasium in Lambach. Anschließend studierte er das Sonderschullehramt an der Pädagogischen Akademie des Bundes in Oberösterreich, Linz (1981–1984). Neben seiner Tätigkeit als Sonderschullehrer studierte er Soziologie an der Johannes Kepler Universität Linz, wo er 1988 den Magistergrad verliehen bekam und 1997 promovierte. Von 1989 bis Ende der 1990er Jahre war er wissenschaftlicher Begleiter der integrativen Schulversuche im Auftrag des Landesschulrates für Oberösterreich. 1990/91 entwickelte er das Zusatzstudium „IntegrationslehrerIn“ an der Pädagogischen Akademie des Bundes in Oberösterreich und war ab da als Koordinator und Lehrbeauftragter in der Lehrerbildung tätig. 1995 übernahm Feyerer die Leitung des Instituts für Integrative Pädagogik an der Pädagogischen Akademie des Bundes in Oberösterreich.
Im Rahmen des Sokrates-Erasmus-Programmes koordinierte er von 1997 bis 2001 das CDI-Curriculumsentwicklungsprojekt INTEGER mit 15 internationalen Partnern und von 2001 bis 2005 das CDA-Projekt EUMIE mit 8 internationalen Partnern zur Entwicklung eines „European Masters in Inclusive Education“. Im Rahmen des Projektes INTEGER entstand auch ein Glossar grundlegender Begriffe der inklusiven Pädagogik (deutsch-englisch, englisch-deutsch) und ein reger Dozentenaustausch mit Lehrtätigkeiten an den Universitäten Bremen, Berlin, Köln, Glasgow und Prag. Von 2000 bis 2004 arbeitete er in dem von David Wohlhart koordinierten Sokrates-Minerva-Projekt ODL: Inclusive zur Entwicklung eines webbasierten Studienmaterials für inklusive Pädagogik mit. Im Jahr 2003 gründete er gemeinsam mit Klaus Miesenberger und Thomas Burger das Kompetenznetzwerk Informationstechnologie zur Förderung der Integration von Menschen mit Behinderungen (KI-I) und war dort bis 2023 Vorstandsmitglied. Ziel des Vereins ist es, durch Informations- und Kommunikationstechnologien die Lebenssituation von Menschen mit Beeinträchtigungen und älteren Menschen zu verbessern. 2004 erging ein Ruf der Universität zu Köln für die C4-Professur Integrative Pädagogik und Didaktik für Menschen mit besonderem Bildungs- und Förderbedarf an ihn, den er aber nach längeren Verhandlungen nicht annahm.
Nach einem Sabbatical übernahm er 2007 die Leitung des Instituts Inklusive Pädagogik an der Pädagogischen Hochschule Oberösterreich und fokussierte sich nun vor allem auf die Entwicklung einer neuen Lehrerbildung für ein inklusives Schulsystem. Seine diesbezügliche Expertise brachte er von 2009 bis 2011 als österreichischer Experte im Projekt Teacher Education for Inclusion der European Agency for Development in Special Needs and Inclusive Education und von 2013 bis 2018 als Leiter des Bundeszentrums für Inklusive Bildung und Sonderpädagogik ein. In dieser Zeit gab er gemeinsam mit Wilfried Prammer und anderen sechs Bände der Reihe „Inklusion konkret“ zu Themenbereichen, die sich aus der Erprobung inklusiver Modellregionen ergaben, heraus.
Feyerer bemühte sich auch um die fachliche und institutionelle Weiterentwicklung der österreichischen Bildungsforschung. So gehörte er zu den Proponenten der Österreichischen Gesellschaft für Forschung und Entwicklung im Bildungswesen (ÖFEB), leitete von 2011 bis 2013 die Sektion LehrerInnenbildung und -bildungsforschung und war von 2011 bis 2019 Vorstandsmitglied der gesamten Gesellschaft. Redaktionsmitglied der Zeitschrift www.inklusion-online.net war Feyerer von 2009 bis 2012. Die von ihm und Kollegen ins Deutsche übertragenen Skalen SACIE-R zur Messung der Einstellungen, Haltungen und Bedenken zu Inklusiver Pädagogik sowie TEIP zur Messung der Lehrer/innenwirksamkeit in Inklusiver Pädagogik wurden 2016 im Open Test Archive des Leibniz-Institut für Psychologie herausgegeben. Für den österreichischen Nationalen Bildungsbericht verfasste er 2009 den Beitrag zum Thema „Qualität in der Sonderpädagogik: Rahmenbedingungen für eine verbesserte Erziehung, Bildung und Unterrichtung von Schüler/inne/n mit sonderpädagogischem Förderbedarf“, 2015 arbeitete er bei der Analyse und Darstellung der zahlenmäßigen Entwicklung der Inklusion im österreichischen Schulsystem mit und 2018 beim Artikel „Kompetenzen für inklusive Bildung – Konsequenzen für die Lehrerbildung“.
Seit Jänner 2021 befindet er sich im Ruhestand.

## Arbeits- und Forschungsschwerpunkte
Ewald Feyerer setzte sich von Beginn seiner wissenschaftlichen Tätigkeit an für die gemeinsame Beschulung aller Kinder, die Verringerung von sozialer Ungleichheit und die Demokratisierung des Schulsystems ein. Im Sinn der Aktionsforschung begleitete er als „kritischer Freund“ die Entwicklung der Integration und Inklusion im österreichischen Schulsystem, evaluierte diese formativ und summativ und entwickelte neue Konzepte für die Lehrerbildung in nationalen und internationalen Projekten.
Als Arbeits- und Forschungsschwerpunkte sind vor allem folgende zu nennen:
- Integrative/Inklusive Pädagogik und Didaktik
- Leistungsbeurteilung
- Förderdiagnostik
- Teamteaching und Kooperation
- Einstellungen und Haltungen
- Lehrerbildung
- Schulentwicklung und Governance für ein inklusives Schulsystem

## Familiäres
Ewald Feyerer ist der Sohn von Paul und Maria Feyerer. Seit 1984 ist er mit Margit Feyerer-Fleischanderl verheiratet, hat einen Sohn und zwei Enkel. Er lebt und arbeitete in Linz.

## Auszeichnungen
- 2003: Verleihung der Humanitätsmedaille des Landes Oberösterreich

## Publikationen (Auswahl)
- Schulische Integration in Oberösterreich. BEHINDERTE, 13. Jg. (2) 1990, S. 40–43
- Behindern Behinderte? Integrativer Unterricht auf der Sekundarstufe I. Innsbruck-Wien: STUDIENVerlag, 1998 ISBN 3-7065-1321-8
- Leistungsbeurteilung in Integrationsklassen der Sekundarstufe I. BEHINDERTE, 22. Jg. (1) 1999, S. 61–72
- Die Einführung der Integration in die europäische LehrerInnen(aus)bildung. In Peter Rödler, Ernst Berger & Wolfgang Jantzen (Hrsg.), Es gibt keinen Rest! – Basale Pädagogik für Menschen mit schwersten Beeinträchtigungen. Neuwied; Berlin: Luchterhand, 2001, S. 237–256
- Pädagogik und Didaktik integrativer bzw. inklusiver Bildungsprozesse. BEHINDERTE, 26. Jg. (1) 2003, S. 38–53
- (mit Wilfried Prammer) Gemeinsamer Unterricht in der Sekundarstufe I. Anregungen für eine integrative Praxis. Weinheim; Basel; Berlin: Beltz, 2003 ISBN 3-407-57208-5
- (mit Herbert Altrichter) Qualitätsevaluation und Qualitätsentwicklung der schulischen Arbeit mit behinderten Menschen. In Barbara Gasteiger-Klicpera, Henri Julius, Christian Klicpera (Hrsg.), Sonderpädagogik der sozialen und emotionalen Entwicklung, Handbuch Sonderpädagogik, Band 3, Göttingen 2008, S. 906–930 ISBN 3-8017-1707-0
- Individuelle Förderpläne als Grundlage individualisierter Erziehung, Bildung und Unterrichtung in Österreich. www.inklusion-online.net, Heft 1/2009, o. S.
- Inklusive Regionen in Österreich. Bildungspolitische Rahmenbedingungen zur Umsetzung der UN-Konvention. behinderte menschen, 36. Jg. (2) 2013, S. 34–45
- Aber dort, wo das Teamteaching funktioniert, ist es ein Traum und Nutzen für die Kinder (Schulentwicklungsteam). In: Petrovic, A./Svecnik, E. (Hrsg.), Teamarbeit an NMS – Strukturen, Aufgaben, Arbeitsweisen. Graz: bifie, 2015, S. 45–49
- Mit Inklusiven Modellregionen auf dem Weg zur inklusiven Schule? Österreichische Bildungspolitik zwischen Vision und Pragmatismus. www.inklusion-online.net, Heft 2/2016, o. S.
- (mit Herbert Altrichter) Die Entwicklung eines inklusiven Schulsystems. Analyse von aktuellen Reformbestrebungen aus Governance-Perspektive. In: E. Feyerer, W. Prammer, E. Prammer-Semmler, Ch. Kladnik, M. Leibetseder & R. Wimberger (Hrsg.), System. Wandel. Entwicklung. Akteurinnen und Akteure inklusiver Prozesse im Spannungsfeld von Institution, Profession und Person. Bad Heilbrunn: Klinkhardt, 2018, S. 74–92 ISBN 978-3-7815-2225-1
- Kann Inklusion unter den Strukturen des segregativen Schulsystems in Österreich gelingen? In J. Donlic, E. Jaschke-Hoffmann & H. K.Peterlini (Hrsg.), Ist inklusive Schule möglich? Nationale und internationale Perspektiven. Bielefeld: transcript Verlag, 2019, S. 61–76 ISBN 978-3-8376-4312-1
- Inklusive Schulentwicklung. Empfehlungen aus Theorie, Empirie und Praxis. In: K. Resch, K.-T. Lindner, B. Streese, M. Proyer & S. Schwab (Hrsg.), Inklusive Schule und Schulentwicklung. Theoretische Grundlagen, empirische Befunde und Praxisbeispiele aus Deutschland, Österreich und der Schweiz. Beiträge zur Bildungsforschung, Band 8. Münster: Waxmann, 2021, S. 291–303 ISBN 978-3-8309-4354-9
- Lehrer:innenbildung zur individuellen Förderung im Umgang mit Diversität in Österreich. In Ch. Fischer & D. Rott (Hrsg.), Individuelle Förderung – Heterogenität und Handlungsperspektiven in der Schule. Münster, New York: Waxmann, utb 5919, 2022, S. 41–54 ISBN 978-3-8252-5919-8

## Belege
1. ↑  INTEGER: Integrativer Unterricht behinderter und nichtbehinderter Kinder. Prof. Dr. Georg Feuser, 13. März 2019, abgerufen am 19. März 2024 (deutsch).
2. ↑  EUMIE: European Master of Inclusive Education. Prof. Dr. Georg Feuser, 14. März 2019, abgerufen am 19. März 2024 (deutsch).
3. ↑  Glossar deutsch-englisch. Abgerufen am 19. März 2024.
4. ↑  Glossar englisch-deutsch. Abgerufen am 19. März 2024.
5. ↑  Projekt ODL: INCLUSIVE. Prof. Dr. Georg Feuser, abgerufen am 1. März 2024.
6. ↑  Verein KI-I. Abgerufen am 30. Mai 2024.
7. ↑  Institut Inklusive Pädagogik. Abgerufen am 19. März 2024.
8. ↑  Projekt TE4I. Abgerufen am 19. März 2024.
9. ↑  BZIB. Abgerufen am 19. März 2024.
10. ↑  Inklusion konkret - 6 Bände zum Downloaden. Abgerufen am 19. März 2024.
11. ↑  Zeitschrift inklusion-online.net, Redaktion. Abgerufen am 31. Mai 2024.
12. ↑  SACIE-R-/TEIP-Skala auf deutsch. Abgerufen am 19. März 2024.
13. ↑  Österreichische Bildungsberichterstattung. Abgerufen am 19. März 2024.
14. ↑  Projektübersicht. Abgerufen am 20. März 2024.

| Personendaten    | Personendaten                                 |
| ---------------- | --------------------------------------------- |
| NAME             | Feyerer, Ewald                                |
| KURZBESCHREIBUNG | österreichischer Pädagoge und Hochschullehrer |
| GEBURTSDATUM     | 24. März 1958                                 |
| GEBURTSORT       | Linz                                          |